# Ехинококоза
Ехинококоза(Echinococcosis), такође звана и хидатидна болест (hydatid disease), хидатидоза (hydatidosis), или ехинококна болест (echinococcal disease), је паразитска болест од пантљичара из Ехинококус (Echinococcus) врсте. Људи добијају две основне врсте болести, цистичну ехинококозу и алвеоларну ехинококозу. Два ређа облика су полицистична ехинококоза (polycystic echinococcosis) и уницистична ехинококоза (unicystic echinococcosis). Болест често почиње без симптома и то може трајати годину дана. Симптоми и знаци који се појављују зависе од локације и величине цисте. Алвеоларна болест обично почиње у јетри, али се може проширити на друге делове тела као што су плућа или мозак. Када је јетра захваћена, особа може имати стомачни бол, губитак тежине, и постати жута. Плућна болест може проузроковати бол у грудима, недостатак даха и кашаљ.
 
Болест се шири када се конзумира храна или вода која садржи јаја паразита, или преко блиског контакта са зараженом животињом. Јаја се избацују преко измета животиња месождера које су заражене паразитом. Најчешће заражене животиње укључују: псе, лисице и вукове. Да би ове животиње постале заражене морају јести органе животиње која садржи цисте, као што су овце или глодари. Врста болести која се појављује код људи зависи од врсте ехинококуса који проузрокује инфекцију. Дијагноза је обично путем ултразвукa, мада компјутеризована томографија (ЦТ) или имиџинг магнетна резонанца (МРИ) такође могу бити употребљене. Анализе крви у потрази за антителима против паразита могу бити од помоћи, као и биопсија.
 
Превенција цистичне болести је путем лечења паса, који могу носити болест, и вакцинације оваца. Лечење је често тешко. Цистична болест се може дренирати путем коже уз пратњу лечења. Понекад се ова врста болести само посматра. Алвеоларна врста често треба операцију, праћену лечењем. Лек који се користи је албендазол (albendazole), што може бити потребно годинама. Алвеоларна болест може довести до смрти.
Болест се јавља у већини делова света и тренутно погађа милион људи. У неким областима Јужне Америке, Африке и Азије погођено је и до 10% одређених популација. Од 2010. године то је проузроковало око 1200 смртних случајева мање од 2000 у 1990. години. Процењује се да је економски трошак болести око 3 милијарде америчких долара годишње. Може утицати на друге животиње, као што су свиње, говеда и коњи.